# Gusztáv a menedékházban
A Gusztáv a menedékházban a Gusztáv című rajzfilmsorozat második évadának tizedik epizódja.

## Rövid tartalom
Gusztáv a hóvihar elől egy menedékházba húzódik, de nehezen fér össze a másik bajbajutottal.

## Alkotók
- Írta és rendezte: Nepp József
- Zenéjét szerezte: Pethő Zsolt
- Operatőr: Neményi Mária
- Hangmérnök: Horváth Domonkos
- Vágó: Czipauer János
- Háttér: Szálas Gabriella
- Rajzolták: Bakai Piroska, Cser Zsuzsa, Nagy Attila
- Tervezte: Gémes József
- Színes technika: Dobrányi Géza, Kun Irén
- Gyártásvezető: Kunz Román

Készítette a Pannónia Filmstúdió.